# آیدا بادیچ
آیدا بادیچ (به انگلیسی: Aida Badić) ژیمناست زادهٔ ۱۱ فوریهٔ ۱۹۸۶ میلادی اهل کشور کرواسی است.